# Garu District
Der Garu District ist ein Distrikt in der Region Upper East Region im Nordosten Ghanas. Er entstand aus der Teilung des Garu-Tempane District. Die Hauptstadt Garu ist die einzige städtisch geprägte Siedlung im Distrikt.